# Élections législatives partielles au cours de la XIIe législature de la Cinquième République française

Dix-huit élections législatives partielles ont lieu durant la XIIe législature de l'Assemblée nationale sous la Cinquième République.

## Liste
| #  | Dates de l’élection            | Circonscription                     | Député élu lors des élections législatives de 2002 | Parti | Parti | Député élu ou réélu lors des élections législatives partielles | Parti | Parti | Raison                                                                     |
| -- | ------------------------------ | ----------------------------------- | -------------------------------------------------- | ----- | ----- | -------------------------------------------------------------- | ----- | ----- | -------------------------------------------------------------------------- |
| 1  | 8 et 15 décembre 2002          | 23e du Nord                         | Jean-Claude Decagny                                |       | UMP   | Jean-Claude Decagny                                            |       | UMP   | Invalidation par le conseil constitutionnel                                |
| 2  | 8 et 15 décembre 2002          | 3e des Yvelines                     | Anne-Marie Idrac                                   |       | UDF   | Christian Blanc                                                |       | UDF   | Démission (nommée présidente de la RATP)                                   |
| 3  | 26 janvier et 2 février 2003   | 17e de Paris                        | Annick Lepetit                                     |       | PS    | Annick Lepetit                                                 |       | PS    | Invalidation par le conseil constitutionnel                                |
| 4  | 26 janvier et 2 février 2003   | 5e du Val-d'Oise                    | Georges Mothron                                    |       | UMP   | Georges Mothron                                                |       | UMP   | Invalidation par le conseil constitutionnel                                |
| 5  | 16 et 23 mars 2003             | 3e d'Eure-et-Loir                   | Patrick Hoguet                                     |       | UMP   | François Huwart                                                |       | PRG   | Déclaré inéligible, l'élection est invalidé par le conseil constitutionnel |
| 6  | 16 et 23 mars 2003             | 7e de la Seine-Saint-Denis          | Jean-Pierre Brard                                  |       | CAP   | Jean-Pierre Brard                                              |       | CAP   | Invalidation par le conseil constitutionnel                                |
| 7  | 17 et 24 mars 2003             | Circonscription de Wallis-et-Futuna | Victor Brial                                       |       | UMP   | Victor Brial                                                   |       | UMP   | Invalidation par le conseil constitutionnel                                |
| 8  | 13 et 20 juin 2004             | 5e du Gard                          | Damien Alary                                       |       | PS    | William Dumas                                                  |       | PS    | Démission (élu vice-président d'un conseil régional)                       |
| 9  | 20 et 27 juin 2004             | 15e de Paris                        | Gilbert Gantier                                    |       | UDF   | Bernard Debré                                                  |       | DVD   | Démission                                                                  |
| 10 | 27 juin et 4 juillet 2004      | 1re de la Haute-Loire               | Jacques Barrot                                     |       | UMP   | Laurent Wauquiez                                               |       | UMP   | Démission (nommé vice-président de la commission européenne)               |
| 11 | 14 et 21 novembre 2004         | 2e de la Gironde                    | Alain Juppé                                        |       | UMP   | Hugues Martin                                                  |       | UMP   | Déclaré inéligible (affaires judiciaires)                                  |
| 12 | 28 novembre et 5 décembre 2004 | 8e des Yvelines                     | André Samitier                                     |       | UMP   | Pierre Bédier                                                  |       | UMP   | Décès                                                                      |
| 13 | 23 janvier 2005                | 4e de la Vendée                     | Philippe de Villiers                               |       | MPF   | Véronique Besse                                                |       | MPF   | Démission (élu député européen)                                            |
| 14 | 13 mars 2005                   | 6e des Hauts-de-Seine               | Joëlle Ceccaldi-Raynaud                            |       | UMP   | Nicolas Sarkozy                                                |       | UMP   | Démission (suppléante de Nicolas Sarkozy au gouvernement)                  |
| 15 | 4 et 11 septembre 2005         | 1re de Meurthe-et-Moselle           | Corinne Marchal-Tarnus                             |       | UMP   | Laurent Hénart                                                 |       | UMP   | Démission (suppléante de Laurent Hénart au gouvernement)                   |
| 16 | 11 et 18 septembre 2005        | 4e du Nord                          | Jacques Houssin                                    |       | UMP   | Marc-Philippe Daubresse                                        |       | UMP   | Démission (suppléant de M. Daubresse au gouvernement)                      |
| 17 | 11 et 18 septembre 2005        | 4e de l'Oise                        | Christian Patria                                   |       | UMP   | Éric Woerth                                                    |       | UMP   | Démission (suppléant d'Éric Woerth au gouvernement)                        |
| 18 | 25 septembre et 2 octobre 2005 | 13e des Hauts-de-Seine              | Georges Siffredi                                   |       | UMP   | Patrick Devedjian                                              |       | UMP   | Démission (suppléant de Patrick Devedjian au gouvernement)                 |
| 19 | 25 septembre et 2 octobre 2005 | 7e du Val-de-Marne                  | Olivier Dosne                                      |       | UMP   | Marie-Anne Montchamp                                           |       | UMP   | Démission (suppléant de Mme Montchamp au gouvernement)                     |

## Résultats cumulés
| Parti          | Parti                                              | Premier tour | Premier tour | Second tour | Second tour | Sièges | Sièges        |
| Parti          | Parti                                              | Voix         | %            | Voix        | %           | Nb.    | +/- 2002      |
| -------------- | -------------------------------------------------- | ------------ | ------------ | ----------- | ----------- | ------ | ------------- |
|                | Union pour un mouvement populaire (UMP)            | 147 525      | 35,98        | 161 209     | 48,86       | 11     | 1             |
|                | Parti socialiste (PS)                              | 83 101       | 20,27        | 107 274     | 32,51       | 2      | en stagnation |
|                | Front national (FN)                                | 34 646       | 8,45         |             |             |        |               |
|                | Parti communiste français (PCF)                    | 32 872       | 8,02         | 13 150      | 3,99        | 0      | en stagnation |
|                | Union pour la démocratie française (UDF)           | 25 674       | 6,26         | 16 789      | 5,09        | 1      | 1             |
|                | Mouvement pour la France (MPF)                     | 22 114       | 5,39         |             |             | 1      | en stagnation |
|                | Les Verts                                          | 19 921       | 4,86         |             |             |        |               |
|                | Parti radical de gauche (PRG)                      | 12 319       | 3,00         | 15 667      | 4,75        | 1      | 1             |
|                | Divers droite (DVD)                                | 9 498        | 2,32         | 6 432       | 1,95        | 1      | 1             |
|                | Convention pour une alternative progressiste (CAP) | 7 820        | 1,91         | 9 450       | 2,86        | 1      | en stagnation |
|                | Divers gauche (DVG)                                | 2 458        | 0,60         |             |             |        |               |
|                | Lutte ouvrière (LO)                                | 2 231        | 0,54         |             |             |        |               |
|                | Ligue communiste révolutionnaire (LCR)             | 2 091        | 0,51         |             |             |        |               |
|                | Extrême gauche (EXG)                               | 1 753        | 0,43         |             |             |        |               |
|                | Divers (DIV)                                       | 1 606        | 0,39         |             |             |        |               |
|                | Mouvement républicain et citoyen (MRC)             | 702          | 0,17         |             |             |        |               |
|                | Cap21                                              | 660          | 0,16         |             |             |        |               |
|                | Génération écologie (GE)                           | 604          | 0,15         |             |             |        |               |
|                | Mouvement écologiste indépendant (MEI)             | 447          | 0,11         |             |             |        |               |
|                | Réagir pour agir                                   | 423          | 0,10         |             |             |        |               |
|                | Union Française pour la Cohésion Nationale (UFCN)  | 378          | 0,09         |             |             |        |               |
|                | Parti des travailleurs (PT)                        | 354          | 0,09         |             |             |        |               |
|                | Le Trèfle                                          | 247          | 0,06         |             |             |        |               |
|                | La France en action                                | 203          | 0,05         |             |             |        |               |
|                | Solidarité et progrès (SP)                         | 171          | 0,04         |             |             |        |               |
|                | Rassemblement pour la France (RPF)                 | 154          | 0,04         |             |             |        |               |
|                | Démocratie active                                  | 86           | 0,02         |             |             |        |               |
|                | Pôle républicain                                   | 2            | 0,00         |             |             |        |               |
|                | Parti pour la défense des animaux                  | 1            | 0,00         |             |             |        |               |
|                |                                                    |              |              |             |             |        |               |
| Inscrits       | Inscrits                                           | 1 162 475    | 100,00       | 1 015 718   | 100,00      |        |               |
| Abstentions    | Abstentions                                        | 742 204      | 63,85        | 666 343     | 65,60       |        |               |
| Votants        | Votants                                            | 420 271      | 36,15        | 349 375     | 34,40       |        |               |
| Blancs et nuls | Blancs et nuls                                     | 10 210       | 2,43         | 19 404      | 5,55        |        |               |
| Exprimés       | Exprimés                                           | 410 061      | 97,57        | 329 971     | 94,45       |        |               |

## Élections partielles en 2002

### Vingt-troisième circonscription du Nord
| Candidat                          | Candidat                          | Parti          | Premier tour | Premier tour | Second tour | Second tour |  |
| Candidat                          | Candidat                          | Parti          | Voix         | %            | Voix        | %           |  |
| --------------------------------- | --------------------------------- | -------------- | ------------ | ------------ | ----------- | ----------- |  |
|                                   | Jean-Claude Decagny sortant réélu | UMP            | 8 265        | 37,37        | 11 467      | 53,77       |  |
|                                   | Michel Lo Giaco                   | PS             | 4 902        | 22,17        | 9 860       | 46,23       |  |
|                                   | Claude Deresnes                   | FN             | 4 295        | 19,42        |             |             |  |
|                                   | Annick Mattighello                | PCF            | 3 550        | 16,05        |             |             |  |
|                                   | Philippe Lefebvre                 | MÉI            | 447          | 2,02         |             |             |  |
|                                   | Jean-Claude Desenne               | LCR            | 395          | 1,79         |             |             |  |
|                                   | Nasser Achour                     | EÉLV           | 260          | 1,18         |             |             |  |
|                                   |                                   |                |              |              |             |             |  |
| Inscrits                          | Inscrits                          | Inscrits       | 67 137       | 100,00       | 67 196      | 100,00      |  |
| Abstentions                       | Abstentions                       | Abstentions    | 44 567       | 66,38        | 44 860      | 66,76       |  |
| Votants                           | Votants                           | Votants        | 22 570       | 33,62        | 22 336      | 33,24       |  |
| Blancs et nuls                    | Blancs et nuls                    | Blancs et nuls | 456          | 2,02         | 1 009       | 4,52        |  |
| Exprimés                          | Exprimés                          | Exprimés       | 22 114       | 97,98        | 21 327      | 95,48       |  |
| Source : Ministère de l'Intérieur |                                   |                |              |              |             |             |  |

### Troisième circonscription des Yvelines
| Candidat                          | Candidat                 | Parti          | Premier tour | Premier tour | Second tour | Second tour |  |
| Candidat                          | Candidat                 | Parti          | Voix         | %            | Voix        | %           |  |
| --------------------------------- | ------------------------ | -------------- | ------------ | ------------ | ----------- | ----------- |  |
|                                   | Christian Blanc élu      | UDF            | 10 077       | 46,36        | 8 057       | 100,00      |  |
|                                   | Philippe Brillault       | UMP            | 6 683        | 30,74        | Retrait     | Retrait     |  |
|                                   | Jacqueline Penez         | PS             | 2 701        | 12,43        |             |             |  |
|                                   | Bertrand de Brosses      | FN             | 1 112        | 5,12         |             |             |  |
|                                   | Catherine Bouillard-Heck | GÉ             | 604          | 2,78         |             |             |  |
|                                   | Angele Donzelle          | PCF            | 317          | 1,46         |             |             |  |
|                                   | Jacques Desmoineaux      | Divers         | 243          | 1,12         |             |             |  |
|                                   |                          |                |              |              |             |             |  |
| Inscrits                          | Inscrits                 | Inscrits       | 65 574       | 100,00       | 65 575      | 100,00      |  |
| Abstentions                       | Abstentions              | Abstentions    | 43 625       | 66,53        | 56 294      | 85,85       |  |
| Votants                           | Votants                  | Votants        | 21 949       | 33,47        | 9 281       | 14,15       |  |
| Blancs et nuls                    | Blancs et nuls           | Blancs et nuls | 212          | 0,97         | 1 224       | 13,19       |  |
| Exprimés                          | Exprimés                 | Exprimés       | 21 737       | 99,03        | 8 057       | 86,81       |  |
| Source : Ministère de l'Intérieur |                          |                |              |              |             |             |  |

## Élections partielles en 2003

### Dix-septième circonscription de Paris
| Candidat                          | Candidat                       | Parti          | Premier tour | Premier tour | Second tour | Second tour |  |
| Candidat                          | Candidat                       | Parti          | Voix         | %            | Voix        | %           |  |
| --------------------------------- | ------------------------------ | -------------- | ------------ | ------------ | ----------- | ----------- |  |
|                                   | Annick Lepetit sortante réélue | PS             | 7 791        | 44,13        | 10 311      | 54,80       |  |
|                                   | Patrick Stefanini              | UMP            | 6 244        | 35,37        | 8 503       | 45,20       |  |
|                                   | Christelle de Crémiers         | UDF            | 1 113        | 6,30         |             |             |  |
|                                   | Jean-Pierre Reveau             | FN             | 1 110        | 6,29         |             |             |  |
|                                   | Xavier Knowles                 | Les Verts      | 480          | 2,72         |             |             |  |
|                                   | Michel Rizzi                   | PCF            | 314          | 1,78         |             |             |  |
|                                   | Mélanie Mermoz                 | LCR            | 185          | 1,05         |             |             |  |
|                                   | Annick Marty                   | LO             | 178          | 1,01         |             |             |  |
|                                   | William Abitbol                | RPF            | 154          | 0,87         |             |             |  |
|                                   | Jean-Claude Delarue            | Divers (DA)    | 86           | 0,49         |             |             |  |
|                                   |                                |                |              |              |             |             |  |
| Inscrits                          | Inscrits                       | Inscrits       | 48 226       | 100,00       | 48 219      | 100,00      |  |
| Abstentions                       | Abstentions                    | Abstentions    | 30 412       | 63,06        | 28 943      | 60,02       |  |
| Votants                           | Votants                        | Votants        | 17 814       | 36,94        | 19 276      | 39,98       |  |
| Blancs et nuls                    | Blancs et nuls                 | Blancs et nuls | 159          | 0,89         | 462         | 2,4         |  |
| Exprimés                          | Exprimés                       | Exprimés       | 17 655       | 99,11        | 18 814      | 97,6        |  |
| Source : Ministère de l'Intérieur |                                |                |              |              |             |             |  |

### Cinquième circonscription du Val-d'Oise
| Candidat       | Candidat                      | Parti                      | Premier tour | Premier tour | Second tour | Second tour |  |
| Candidat       | Candidat                      | Parti                      | Voix         | %            | Voix        | %           |  |
| -------------- | ----------------------------- | -------------------------- | ------------ | ------------ | ----------- | ----------- |  |
|                | Georges Mothron sortant réélu | UMP                        | 10 977       | 43,96        | 14 109      | 51,76       |  |
|                | Robert Hue                    | PCF                        | 9 246        | 37,02        | 13 150      | 48,24       |  |
|                | Micheline Bruna               | FN                         | 1 783        | 7,14         |             |             |  |
|                | Alain Leikine                 | PS                         | 1 611        | 6,45         |             |             |  |
|                | Gérard Trainoir               | Les Verts                  | 274          | 1,10         |             |             |  |
|                | Michel Alborghetti            | Divers écologiste (LT-LNÉ) | 247          | 0,99         |             |             |  |
|                | Patrice Crunil                | LO                         | 239          | 0,96         |             |             |  |
|                | Omar Slaouti                  | LCR                        | 222          | 0,89         |             |             |  |
|                | Mohamed Khatiri               | Divers droite              | 206          | 0,82         |             |             |  |
|                | Christian Serres              | Divers écologiste (Cap21)  | 90           | 0,36         |             |             |  |
|                | Rachid Fecih                  | Divers droite              | 76           | 0,30         |             |             |  |
|                | Nassar Douidi                 | Pôle républicain           | 2            | 0,01         |             |             |  |
|                |                               |                            |              |              |             |             |  |
| Inscrits       | Inscrits                      | Inscrits                   | 56 197       | 100,00       | 56 198      | 100,00      |  |
| Abstentions    | Abstentions                   | Abstentions                | 30 931       | 55,04        | 28 318      | 50,39       |  |
| Votants        | Votants                       | Votants                    | 25 266       | 44,96        | 27 880      | 49,61       |  |
| Blancs et nuls | Blancs et nuls                | Blancs et nuls             | 293          | 1,16         | 621         | 2,23        |  |
| Exprimés       | Exprimés                      | Exprimés                   | 24 973       | 98,84        | 27 259      | 97,77       |  |

### Troisième circonscription d'Eure-et-Loir
| Candidat                          | Candidat            | Parti          | Premier tour | Premier tour | Second tour | Second tour |  |
| Candidat                          | Candidat            | Parti          | Voix         | %            | Voix        | %           |  |
| --------------------------------- | ------------------- | -------------- | ------------ | ------------ | ----------- | ----------- |  |
|                                   | François Huwart     | PRG (PS)       | 12 111       | 42,29        | 15 667      | 55,02       |  |
|                                   | Claude Térouinard   | UMP            | 9 793        | 34,2         | 12 808      | 44,98       |  |
|                                   | Philippe Loiseau    | FN             | 4 434        | 15,48        |             |             |  |
|                                   | Anne-Catherine Gode | LO             | 1 303        | 4,55         |             |             |  |
|                                   | Michel Quéchon      | PCF            | 997          | 3,48         |             |             |  |
|                                   |                     |                |              |              |             |             |  |
| Inscrits                          | Inscrits            | Inscrits       | 68 522       | 100,00       | 68 915      | 100,00      |  |
| Abstentions                       | Abstentions         | Abstentions    | 38 815       | 56,65        | 38 807      | 56,31       |  |
| Votants                           | Votants             | Votants        | 29 707       | 43,35        | 30 108      | 43,69       |  |
| Blancs et nuls                    | Blancs et nuls      | Blancs et nuls | 1 069        | 3,6          | 1 633       | 5,42        |  |
| Exprimés                          | Exprimés            | Exprimés       | 28 638       | 96,4         | 28 475      | 94,58       |  |
| Source : Ministère de l'Intérieur |                     |                |              |              |             |             |  |

### Septième circonscription de la Seine-Saint-Denis
| Candidat                          | Candidat                        | Parti          | Premier tour | Premier tour | Second tour | Second tour |  |
| Candidat                          | Candidat                        | Parti          | Voix         | %            | Voix        | %           |  |
| --------------------------------- | ------------------------------- | -------------- | ------------ | ------------ | ----------- | ----------- |  |
|                                   | Jean-Pierre Brard sortant réélu | Divers gauche  | 7 820        | 45,67        | 9 450       | 62,53       |  |
|                                   | Marc Gaulin                     | UMP            | 4 615        | 27,95        | 5 662       | 37,45       |  |
|                                   | Patrick Petitjean               | Les Verts      | 1 913        | 11,17        |             |             |  |
|                                   | Françoise Baudouin              | FN             | 1 093        | 6,38         |             |             |  |
|                                   | Ali Zreik                       | Divers         | 538          | 3,14         |             |             |  |
|                                   | Laure Laufer                    | LCR            | 506          | 2,95         |             |             |  |
|                                   | Annie Rieupet                   | LO             | 267          | 1,56         |             |             |  |
|                                   | Christel Keiser                 | PT             | 209          | 1,95         |             |             |  |
|                                   | René Hauchard                   | Divers         | 163          | 0,95         |             |             |  |
|                                   | Jean-Jacques Reith              | Cap21          | 0            | 0            |             |             |  |
|                                   |                                 |                |              |              |             |             |  |
| Inscrits                          | Inscrits                        | Inscrits       | 44 349       | 100,00       | 44 349      | 100,00      |  |
| Abstentions                       | Abstentions                     | Abstentions    | 26 771       | 60,36        | 15 932      | 35,92       |  |
| Votants                           | Votants                         | Votants        | 17 578       | 39,64        | 28 417      | 64,08       |  |
| Blancs et nuls                    | Blancs et nuls                  | Blancs et nuls | 454          | 2,58         | 13 305      | 46,82       |  |
| Exprimés                          | Exprimés                        | Exprimés       | 17 124       | 97,42        | 15 112      | 53,18       |  |
| Source : Ministère de l'Intérieur |                                 |                |              |              |             |             |  |

### Circonscription de Wallis-et-Futuna
| Résultats des élections législatives des 17 et 24 mars 2003 de Wallis-et-Futuna |                          |                          |              |              |             |             |
| Candidat                                                                        | Candidat                 | Parti                    | Premier tour | Premier tour | Second tour | Second tour |
| Candidat                                                                        | Candidat                 | Parti                    | Voix         | %            | Voix        | %           |
|                                                                                 | Victor Brial             | UMP                      | 3 413        | 46,9         | 4 005       | 52,07       |
|                                                                                 | Penisio Tialetagi        | Divers Gauche            | 3 276        | 45,1         | 3 687       | 47,93       |
|                                                                                 | Albert Likuvalu          | PRG                      | 587          | 8            |             |             |
|                                                                                 |                          |                          |              |              |             |             |
| Votes valides                                                                   | Votes valides            | Votes valides            | 7 276        | 100,00       | 7 749       | 100,00      |
| Votes blancs                                                                    |                          |                          |              |              |             |             |
| Votes nuls                                                                      |                          |                          |              |              |             |             |
| Total                                                                           |                          |                          |              |              |             |             |
| Abstention                                                                      |                          |                          |              |              |             |             |
| Inscrits / participation                                                        | Inscrits / participation | Inscrits / participation | 9 925        |              |             |             |

## Élections partielles en 2004

### Cinquième circonscription du Gard
| Candidat                          | Candidat          | Parti          | Premier tour | Premier tour | Second tour | Second tour |  |
| Candidat                          | Candidat          | Parti          | Voix         | %            | Voix        | %           |  |
| --------------------------------- | ----------------- | -------------- | ------------ | ------------ | ----------- | ----------- |  |
|                                   | William Dumas élu | PS             | 13 598       | 34,29        | 18 812      | 62,55       |  |
|                                   | Christophe Ruas   | UMP            | 7 517        | 18,95        | 11 309      | 37,55       |  |
|                                   | Jean-Michel Suau  | PCF            | 5 733        | 14,46        |             |             |  |
|                                   | Alain Maillard    | FN             | 4 394        | 11,08        |             |             |  |
|                                   | Ariane Fourier    | UDF            | 3 640        | 9,18         |             |             |  |
|                                   | Michel Costa      | Les Verts      | 2 456        | 6,19         |             |             |  |
|                                   | Georges Fernandez | Divers gauche  | 1 322        | 3,33         |             |             |  |
|                                   | Alexandre Sala    | Extrême gauche | 1 001        | 2,52         |             |             |  |
|                                   |                   |                |              |              |             |             |  |
| Inscrits                          | Inscrits          | Inscrits       | 86 269       | 100,00       | 86 446      | 100,00      |  |
| Abstentions                       | Abstentions       | Abstentions    | 44 922       | 52,07        | 54 165      | 62,66       |  |
| Votants                           | Votants           | Votants        | 41 347       | 47,93        | 32 281      | 37,34       |  |
| Blancs et nuls                    | Blancs et nuls    | Blancs et nuls | 1 686        | 4,08         | 2 160       | 6,69        |  |
| Exprimés                          | Exprimés          | Exprimés       | 39 661       | 95,92        | 30 121      | 93,31       |  |
| Source : Ministère de l'Intérieur |                   |                |              |              |             |             |  |

### Quinzième circonscription de Paris
| Candidat                          | Candidat          | Parti          | Premier tour | Premier tour | Second tour | Second tour |  |
| Candidat                          | Candidat          | Parti          | Voix         | %            | Voix        | %           |  |
| --------------------------------- | ----------------- | -------------- | ------------ | ------------ | ----------- | ----------- |  |
|                                   | Bernard Debré élu | UDF            | 7 044        | 58,99        | 6 432       | 100,00      |  |
|                                   | Laurent Dominati  | UMP            | 2 393        | 20,04        | Retrait     | Retrait     |  |
|                                   | Bariza Khiari     | PS             | 1 081        | 9,05         |             |             |  |
|                                   | Marc Stehlin      | diss. UDF      | 1 002        | 8,39         |             |             |  |
|                                   | Farid Smahi       | FN             | 421          | 3,53         |             |             |  |
|                                   |                   |                |              |              |             |             |  |
| Inscrits                          | Inscrits          | Inscrits       | 39 402       | 100,00       | 39 391      | 100,00      |  |
| Abstentions                       | Abstentions       | Abstentions    | 27 350       | 69,41        | 32 899      | 83,52       |  |
| Votants                           | Votants           | Votants        | 12 052       | 30,59        | 6 492       | 16,48       |  |
| Blancs et nuls                    | Blancs et nuls    | Blancs et nuls | 111          | 0,92         | 60          | 0,92        |  |
| Exprimés                          | Exprimés          | Exprimés       | 11 941       | 99,08        | 6 432       | 99,08       |  |
| Source : Ministère de l'Intérieur |                   |                |              |              |             |             |  |

### Première circonscription de la Haute-Loire
| Candidat                          | Candidat              | Parti             | Premier tour | Premier tour | Second tour | Second tour |  |
| Candidat                          | Candidat              | Parti             | Voix         | %            | Voix        | %           |  |
| --------------------------------- | --------------------- | ----------------- | ------------ | ------------ | ----------- | ----------- |  |
|                                   | Laurent Wauquiez élu  | UMP               | 17 014       | 48,43        | 22 703      | 62,38       |  |
|                                   | Raymond Vacheron      | PS                | 8 950        | 25,48        | 13 694      | 37,62       |  |
|                                   | Pierre Cheynet        | FN                | 2 814        | 8,01         |             |             |  |
|                                   | Pierre Astor          | Divers droite     | 2 053        | 5,84         |             |             |  |
|                                   | Jean-Jacques Orfeuvre | Les Verts         | 2 037        | 5,8          |             |             |  |
|                                   | Michel Valentin       | PCF               | 1 184        | 3,37         |             |             |  |
|                                   | Bruno Landriot        | Divers écologiste | 570          | 1,62         |             |             |  |
|                                   | Claude Ganne          | LCR               | 508          | 1,45         |             |             |  |
|                                   |                       |                   |              |              |             |             |  |
| Inscrits                          | Inscrits              | Inscrits          | 89 185       | 100,00       | 89 176      | 100,00      |  |
| Abstentions                       | Abstentions           | Abstentions       | 53 105       | 59,54        | 51 361      | 57,6        |  |
| Votants                           | Votants               | Votants           | 36 080       | 40,46        | 37 815      | 42,4        |  |
| Blancs et nuls                    | Blancs et nuls        | Blancs et nuls    | 950          | 2,63         | 1 418       | 3,75        |  |
| Exprimés                          | Exprimés              | Exprimés          | 35 130       | 97,37        | 36 397      | 96,25       |  |
| Source : Ministère de l'Intérieur |                       |                   |              |              |             |             |  |

### Deuxième circonscription de la Gironde
| Candidat                          | Candidat               | Parti          | Premier tour | Premier tour | Second tour | Second tour |  |
| Candidat                          | Candidat               | Parti          | Voix         | %            | Voix        | %           |  |
| --------------------------------- | ---------------------- | -------------- | ------------ | ------------ | ----------- | ----------- |  |
|                                   | Hugues Martin élu      | UMP            | 8 000        | 43,22        | 11 516      | 51,26       |  |
|                                   | Michèle Delaunay       | PS             | 5 985        | 32,34        | 10 950      | 48,74       |  |
|                                   | Pierre Hurmic          | Les Verts      | 2 076        | 11,22        |             |             |  |
|                                   | Jacques Colombier      | FN             | 1 118        | 6,04         |             |             |  |
|                                   | Claude Mellier         | PCF            | 537          | 2,90         |             |             |  |
|                                   | Bernard Couturier      | LCR            | 275          | 1,49         |             |             |  |
|                                   | Jean-Marc Governatori  | Divers         | 203          | 1,10         |             |             |  |
|                                   | Jean-Pierre Roche      | Sans étiquette | 126          | 0,68         |             |             |  |
|                                   | Christophe Bugeau      | Divers droite  | 54           | 0,29         |             |             |  |
|                                   | Marc-Alexandre Boyer   | Sans étiquette | 49           | 0,26         |             |             |  |
|                                   | Wolfgang-Karl Hausmann | Sans étiquette | 41           | 0,22         |             |             |  |
|                                   | Jacques Dehergne       | Divers         | 29           | 0,16         |             |             |  |
|                                   | Michel Lesbordes       | Sans étiquette | 10           | 0,05         |             |             |  |
|                                   | Jean-Pierre Sevilla    | Sans étiquette | 6            | 0,03         |             |             |  |
|                                   |                        |                |              |              |             |             |  |
| Inscrits                          | Inscrits               | Inscrits       | 52 750       | 100,00       | 52 750      | 100,00      |  |
| Abstentions                       | Abstentions            | Abstentions    | 33 984       | 64,42        | 29 781      | 56,46       |  |
| Votants                           | Votants                | Votants        | 18 766       | 35,58        | 22 969      | 43,54       |  |
| Blancs et nuls                    | Blancs et nuls         | Blancs et nuls | 257          | 1,37         | 503         | 2,19        |  |
| Exprimés                          | Exprimés               | Exprimés       | 18 509       | 98,63        | 22 466      | 97,81       |  |
| Source : Ministère de l'Intérieur |                        |                |              |              |             |             |  |

### Huitième circonscription des Yvelines
| Candidat                          | Candidat                    | Parti          | Premier tour | Premier tour | Second tour | Second tour |  |
| Candidat                          | Candidat                    | Parti          | Voix         | %            | Voix        | %           |  |
| --------------------------------- | --------------------------- | -------------- | ------------ | ------------ | ----------- | ----------- |  |
|                                   | Pierre Bédier sortant réélu | UMP            | 7 840        | 40,71        | 10 635      | 51,73       |  |
|                                   | Françoise Descamps          | PS             | 4 686        | 24,33        | 9 925       | 48,27       |  |
|                                   | Jacques Saint-Amaux         | PCF            | 3 381        | 17,56        |             |             |  |
|                                   | Hélène d'André              | FN             | 2 542        | 13,20        |             |             |  |
|                                   | Nabila Keramane             | Les Verts      | 616          | 3,20         |             |             |  |
|                                   | Faouzia Zebdi-Ghorab        | Divers         | 193          | 1,00         |             |             |  |
|                                   |                             |                |              |              |             |             |  |
| Inscrits                          | Inscrits                    | Inscrits       | 60 588       | 100,00       | 60 589      | 100,00      |  |
| Abstentions                       | Abstentions                 | Abstentions    | 40 926       | 67,55        | 39 240      | 64,76       |  |
| Votants                           | Votants                     | Votants        | 19 662       | 32,45        | 21 349      | 35,24       |  |
| Blancs et nuls                    | Blancs et nuls              | Blancs et nuls | 404          | 2,05         | 789         | 3,7         |  |
| Exprimés                          | Exprimés                    | Exprimés       | 19 258       | 97,95        | 20 560      | 96,3        |  |
| Source : Ministère de l'Intérieur |                             |                |              |              |             |             |  |

## Élections partielles en 2005

### Quatrième circonscription de la Vendée
|                | Véronique Besse élue   | MPF            | 22 114 | 70,8   |  |  |  |
|                | Daniel Rondeau         | PS             | 5 824  | 18,65  |  |  |  |
|                | Yann Hélary            | Les Verts      | 1 884  | 6,03   |  |  |  |
|                | Patricia Retailleau    | PCF            | 755    | 2,42   |  |  |  |
|                | Jean-Marie Dieulangard | FN             | 656    | 2,1    |  |  |  |
|                |                        |                |        |        |  |  |  |
| Inscrits       | Inscrits               | Inscrits       | 86 921 | 100,00 |  |  |  |
| Abstentions    | Abstentions            | Abstentions    | 54 673 | 62,9   |  |  |  |
| Votants        | Votants                | Votants        | 32 248 | 37,1   |  |  |  |
| Blancs et nuls | Blancs et nuls         | Blancs et nuls | 1 015  | 3,15   |  |  |  |
| Exprimés       | Exprimés               | Exprimés       | 31 233 | 96,85  |  |  |  |

### Sixième circonscription des Hauts-de-Seine
|                | Nicolas Sarkozy élu    | UMP            | 17 177 | 70,74  |  |  |  |
|                | Céline Solmy           | PS             | 2 832  | 11,66  |  |  |  |
|                | Gérard Roger Avril     | Les Verts      | 1 402  | 5,77   |  |  |  |
|                | Bruno Ligonie          | FN             | 1 351  | 5,56   |  |  |  |
|                | Brigitte Dareau        | PCF            | 624    | 2,57   |  |  |  |
|                | Jacques Dehergne       | Divers         | 394    | 1,62   |  |  |  |
|                | Faouzia Zebdi-Ghorab   | Divers         | 195    | 0,76   |  |  |  |
|                | Frédéric Bayle         | S&P            | 171    | 0,70   |  |  |  |
|                | Annie Scaniglia-Kermin | PT             | 145    | 0,60   |  |  |  |
|                |                        |                |        |        |  |  |  |
| Inscrits       | Inscrits               | Inscrits       | 60 419 | 100,00 |  |  |  |
| Abstentions    | Abstentions            | Abstentions    | 35 426 | 58,63  |  |  |  |
| Votants        | Votants                | Votants        | 24 993 | 41,37  |  |  |  |
| Blancs et nuls | Blancs et nuls         | Blancs et nuls | 712    | 2,85   |  |  |  |
| Exprimés       | Exprimés               | Exprimés       | 24 281 | 97,15  |  |  |  |

### Première circonscription de Meurthe-et-Moselle
| Candidat       | Candidat                     | Parti          | Premier tour | Premier tour | Second tour | Second tour |  |
| Candidat       | Candidat                     | Parti          | Voix         | %            | Voix        | %           |  |
| -------------- | ---------------------------- | -------------- | ------------ | ------------ | ----------- | ----------- |  |
|                | Laurent Hénart sortant réélu | UMP            | 5 617        | 40,13        | 7 185       | 51,43       |  |
|                | Mathieu Klein                | PS             | 3 621        | 25,87        | 6 786       | 48,57       |  |
|                | Jean-Jacques Denis           | Divers gauche  | 1 136        | 8,12         |             |             |  |
|                | Philippe Herlin              | FN             | 991          | 7,08         |             |             |  |
|                | Alain Miton                  | UDF            | 862          | 6,16         |             |             |  |
|                | Marie-Hélène Faivre          | Les Verts      | 774          | 5,53         |             |             |  |
|                | Annie Levi-Cyferman          | Extrême gauche | 752          | 5,37         |             |             |  |
|                | Christiane Nimsgern          | LO             | 244          | 1,74         |             |             |  |
|                |                              |                |              |              |             |             |  |
| Inscrits       | Inscrits                     | Inscrits       | 49 774       | 100,00       | 49 756      | 100,00      |  |
| Abstentions    | Abstentions                  | Abstentions    | 35 524       | 71,37        | 35 299      | 70,94       |  |
| Votants        | Votants                      | Votants        | 14 250       | 28,63        | 14 457      | 29,06       |  |
| Blancs et nuls | Blancs et nuls               | Blancs et nuls | 253          | 1,78         | 486         | 3,36        |  |
| Exprimés       | Exprimés                     | Exprimés       | 13 997       | 98,22        | 13 971      | 96,64       |  |

### Quatrième circonscription du Nord
| Candidat       | Candidat                              | Parti          | Premier tour | Premier tour | Second tour | Second tour |  |
| Candidat       | Candidat                              | Parti          | Voix         | %            | Voix        | %           |  |
| -------------- | ------------------------------------- | -------------- | ------------ | ------------ | ----------- | ----------- |  |
|                | Marc-Philippe Daubresse sortant réélu | UMP            | 7 967        | 37,37        | 9 940       | 53,23       |  |
|                | Olivier Henno                         | UDF            | 4 434        | 20,80        | 8 732       | 46,77       |  |
|                | Martine Filleul                       | PS             | 4 380        | 20,54        |             |             |  |
|                | Philippe Bernard                      | FN             | 1 501        | 7,04         |             |             |  |
|                | Sylviane Housset                      | PCF            | 1 426        | 6,69         |             |             |  |
|                | François Ducroquet                    | Les Verts      | 1 403        | 6,58         |             |             |  |
|                | Jacques Mutez                         | PRG            | 208          | 0,98         |             |             |  |
|                | Brigitte Colin                        | Divers         | 1            | 0,00         |             |             |  |
|                |                                       |                |              |              |             |             |  |
| Inscrits       | Inscrits                              | Inscrits       | 70 641       | 100,00       | 70 641      | 100,00      |  |
| Abstentions    | Abstentions                           | Abstentions    | 48 737       | 68,99        | 49 643      | 70,28       |  |
| Votants        | Votants                               | Votants        | 21 904       | 31,01        | 20 998      | 29,72       |  |
| Blancs et nuls | Blancs et nuls                        | Blancs et nuls | 584          | 2,67         | 2 326       | 11,08       |  |
| Exprimés       | Exprimés                              | Exprimés       | 21 320       | 97,33        | 18 672      | 88,92       |  |

### Quatrième circonscription de l'Oise
| Candidat       | Candidat                  | Parti          | Premier tour | Premier tour | Second tour | Second tour |  |
| Candidat       | Candidat                  | Parti          | Voix         | %            | Voix        | %           |  |
| -------------- | ------------------------- | -------------- | ------------ | ------------ | ----------- | ----------- |  |
|                | Éric Woerth sortant réélu | UMP            | 10 867       | 48,31        | 13 535      | 58,4        |  |
|                | Jean-Paul Douet           | PS             | 5 633        | 25,04        | 9 641       | 41,6        |  |
|                | Elisabeth Boussard        | FN             | 2 863        | 12,73        |             |             |  |
|                | Serge Macudzinski         | PCF            | 1 738        | 7,73         |             |             |  |
|                | Delphine Schwindenhammer  | Les Verts      | 1 394        | 6,20         |             |             |  |
|                |                           |                |              |              |             |             |  |
| Inscrits       | Inscrits                  | Inscrits       | 84 163       | 100,00       | 84 158      | 100,00      |  |
| Abstentions    | Abstentions               | Abstentions    | 61 038       | 72,52        | 59 939      | 71,22       |  |
| Votants        | Votants                   | Votants        | 23 125       | 27,48        | 24 219      | 28,78       |  |
| Blancs et nuls | Blancs et nuls            | Blancs et nuls | 630          | 2,72         | 1 043       | 4,31        |  |
| Exprimés       | Exprimés                  | Exprimés       | 22 495       | 97,28        | 23 176      | 95,69       |  |

### Treizième circonscription des Hauts-de-Seine
| Candidat       | Candidat                        | Parti          | Premier tour | Premier tour | Second tour | Second tour |  |
| Candidat       | Candidat                        | Parti          | Voix         | %            | Voix        | %           |  |
| -------------- | ------------------------------- | -------------- | ------------ | ------------ | ----------- | ----------- |  |
|                | Patrick Devedjian sortant réélu | UMP            | 11 371       | 41,83        | 14 500      | 53,99       |  |
|                | Michèle Canet                   | PS             | 7 203        | 26,50        | 12 357      | 46,01       |  |
|                | Chantal Brault                  | UDF            | 3 147        | 11,58        |             |             |  |
|                | Denis Delrieu                   | Les Verts      | 1 852        | 6,81         |             |             |  |
|                | Jacques Blosse                  | PCF            | 1 466        | 5,39         |             |             |  |
|                | Sandrine Bunot                  | FN             | 1 194        | 4,39         |             |             |  |
|                | Jean-Pierre Lettron             | MRC            | 521          | 1,92         |             |             |  |
|                | Jean-Philippe Chauvin           | Divers         | 255          | 0,94         |             |             |  |
|                | Claude Karsenti                 | Divers         | 175          | 0,64         |             |             |  |
|                |                                 |                |              |              |             |             |  |
| Inscrits       | Inscrits                        | Inscrits       | 78 505       | 100,00       | 78 506      | 100,00      |  |
| Abstentions    | Abstentions                     | Abstentions    | 50 638       | 64,5         | 50 333      | 64,11       |  |
| Votants        | Votants                         | Votants        | 27 867       | 35,5         | 28 173      | 35,89       |  |
| Blancs et nuls | Blancs et nuls                  | Blancs et nuls | 683          | 2,45         | 1 316       | 4,67        |  |
| Exprimés       | Exprimés                        | Exprimés       | 27 184       | 97,55        | 26 857      | 95,33       |  |

### Septième circonscription du Val-de-Marne
| Candidat       | Candidat                             | Parti          | Premier tour | Premier tour | Second tour | Second tour |  |
| Candidat       | Candidat                             | Parti          | Voix         | %            | Voix        | %           |  |
| -------------- | ------------------------------------ | -------------- | ------------ | ------------ | ----------- | ----------- |  |
|                | Marie-Anne Montchamp sortante réélue | UMP            | 5 185        | 40,47        | 7 337       | 59,77       |  |
|                | Nadine Bogossian                     | PS             | 2 303        | 17,98        | 4 938       | 40,23       |  |
|                | Geneviève Vidy                       | PCF            | 1 604        | 12,52        |             |             |  |
|                | Séverine de Compreignac              | UDF            | 1 399        | 10,92        |             |             |  |
|                | Annie Lahmer                         | Les Verts      | 1 100        | 8,59         |             |             |  |
|                | Sylvie Letellier                     | FN             | 974          | 7,6          |             |             |  |
|                | Gilles Ignacio                       | Divers gauche  | 181          | 1,41         |             |             |  |
|                | Philippe Valette                     | Divers droite  | 65           | 0,51         |             |             |  |
|                |                                      |                |              |              |             |             |  |
| Inscrits       | Inscrits                             | Inscrits       | 53 853       | 100,00       | 53 853      | 100,00      |  |
| Abstentions    | Abstentions                          | Abstentions    | 40 760       | 75,69        | 40 979      | 76,09       |  |
| Votants        | Votants                              | Votants        | 13 093       | 24,31        | 12 874      | 23,91       |  |
| Blancs et nuls | Blancs et nuls                       | Blancs et nuls | 282          | 2,15         | 599         | 4,65        |  |
| Exprimés       | Exprimés                             | Exprimés       | 12 811       | 97,85        | 12 275      | 95,35       |  |